# سید محمد خاوری
محمد خاوری (زاده ۱۰ آذر ۱۲۹۴ در شیراز – درگذشته پاییز ۱۳۸۲ در سیدنی استرالیا) سرتیپ نیروی زمینی شاهنشاهی در دوران پهلوی و از مدیران ارشد سازمان ساواک بود.

## دوران اشتغال در ارتش
محمد خاوری در ۱۵ امرداد ۱۲۹۴ در شیراز به دنیا آمد. تحصیلات ابتدایی و متوسطه را در شیراز و در دبیرستان نظام این شهر گذراند. در سال ۱۳۱۵ وارد دانشکده افسری دوره شانزدهم شده و در سال ۱۳۱۷ با درجه ستوان دومی فارغ‌التحصیل گردید. وی دارای تخصص مهندسی توپخانه بود و در زمان اشغال ایران در زمان متفقین هنگام خدمت در تیپ رضاییه به اسارت ارتش شوروی درامد و ۸ ماه در اسارت شوروی بود . دوره دانشکده جنگ (دافوس) را در دوره هفتم  و در اوایل دولت مصدق ریاست شعبه تجسس رکن دوم ستاد ارتش را تا سال ۱۳۴۲ با درجه سرهنگی عهده‌دار بود. در شماری از منابع نام خاوری جزو افسران مرتبط با کودتای ۲۸ مرداد نیز آمده است.

## دوران اشتغال در ساواک
در سال ۱۳۴۱ با دریافت درجه سرتیپی از ارتش به ساواک مأمور و به سمت رئیس سازمان اطلاعات و امنیت استان خوزستان منصوب شد.
ساواک مرکز در نظریه‌ای در مورد شخصیت وی در پرونده انفرادی او علام کرده: (به‌طور کلی تیمسار خاوری در منطقه محبوبیت خاصی دارند و همه اهالی به ایشان اعتقاد دارند و شخصاً نیز دارای شهامت و عزت نفس می‌باشد و فردی متدین می‌باشد).

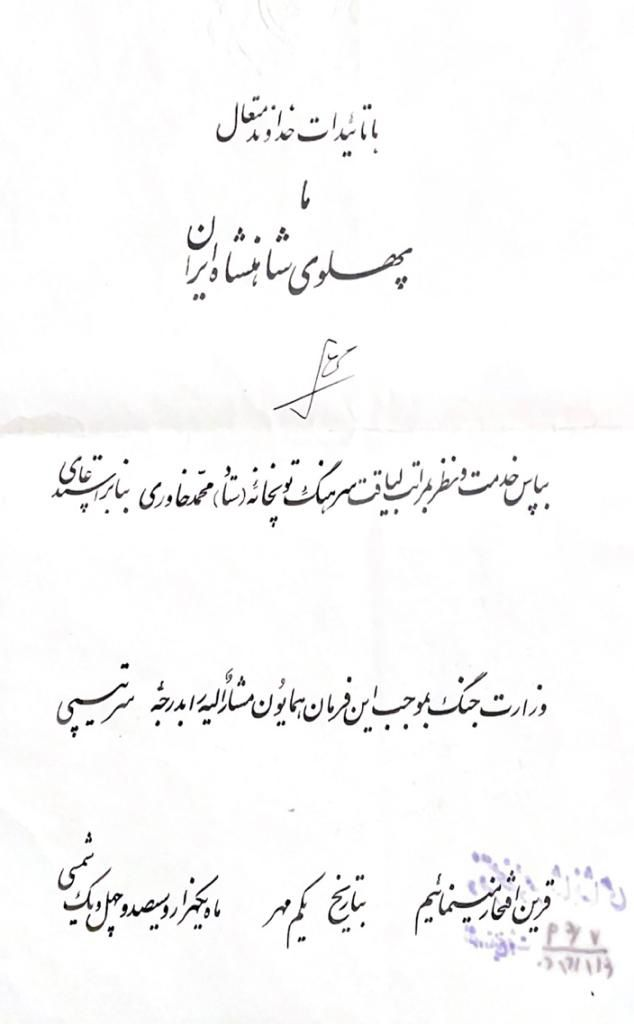
ارتقا درجه به سرتیپی

در دوره تصدی در ساواک خوزستان این استان یکی از آرام‌ترین و امن‌ترین استان‌های ایران بود.  در سال ۱۳۴۳ با کشف کودتای هیئت تحریر (ا لاحواز) توسط ساواک خوزستان نشان همایون را دریافت کرد.

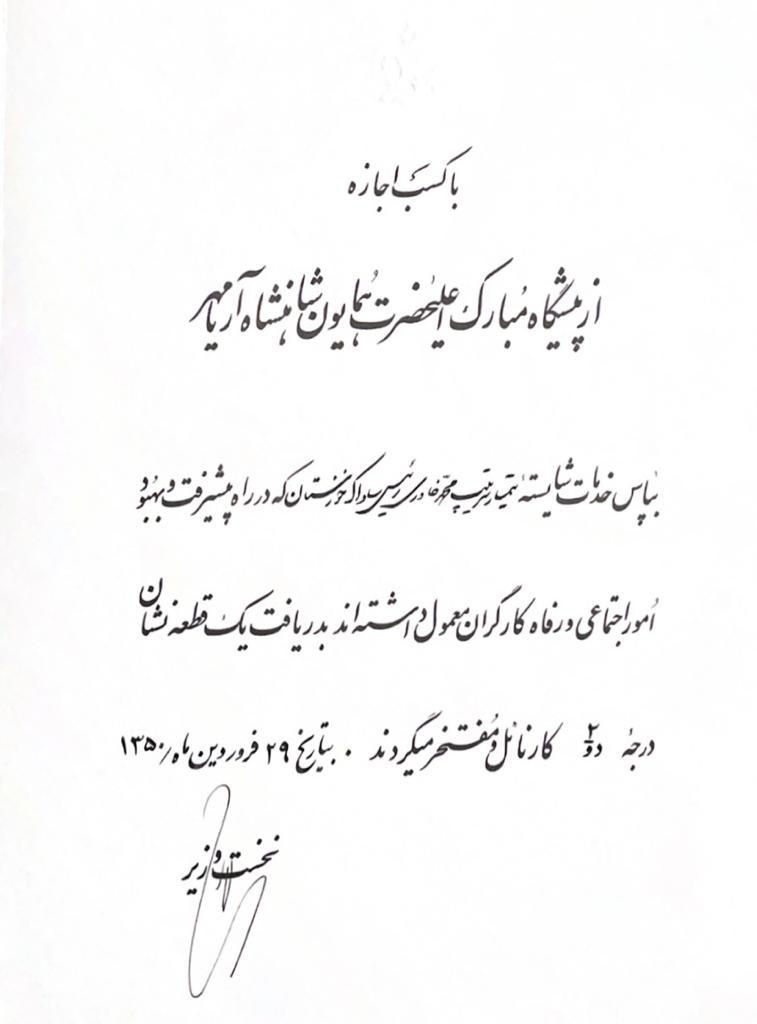
دریافت نشان کار به خاطر مساعدت برای خرید کشتی بیمارستانی فارور

در سال ۱۳۵۱ با توجه به اختلافات با وزیر نفت دکتر اقبال به تهران فراخوانده شد و با توجه به تجربیاتش در سمت مشاور امنیت داخلی مشغول گردید. در سال ۱۳۵۳ به انجام خدمت در دفتر ویژه نخست‌وزیری (احتمالا دفتر ویژه اطلاعات) مأموریت یافت و سال بعد به مدیرکلی دفتر دفتر حفاظت آموزش و پرورش منتقل شد. اگرچه نام او جزو امرای بازنشسته ارتش در سال ۱۳۵۶ قرار گرفت اما تا زمام پیروزی انقلاب ۵۷ وی از اعضای ساواک محسوب می‌شد.

## پس از انقلاب
پس از انقلاب ۱۳۵۷ خانه نشین و تا سال ۱۳۷۱ در تهران زندگی می کرد.و سپس به آمریکا و بعد مدتی به استرالیا رفت. او در سن ۸۷ سالگی در سیدنی استرالیا درگذشت.